# Siegfried Jägendorf
Siegfried Jägendorf (n. 1 august 1885 , Bucovina - d. 5 septembrie 1970, Sun City, California, SUA) a fost un inginer evreu din Rădăuți care a reușit să salveze viețile a circa 10.000 de oameni, deportați de autoritățile române în lagărul de exterminare de la Moghilev – Podolski, din Transnistria, prin angajarea lor la o turnătorie și la o întreprindere energetică afectată în război. Siegfried Jägendorf' s-a născut într-o familie de evrei  ortodocși. În 1946, Siegfried Jägendorf' și familia sa au emigrat în SUA. 